# Johann Friedrich Herbart

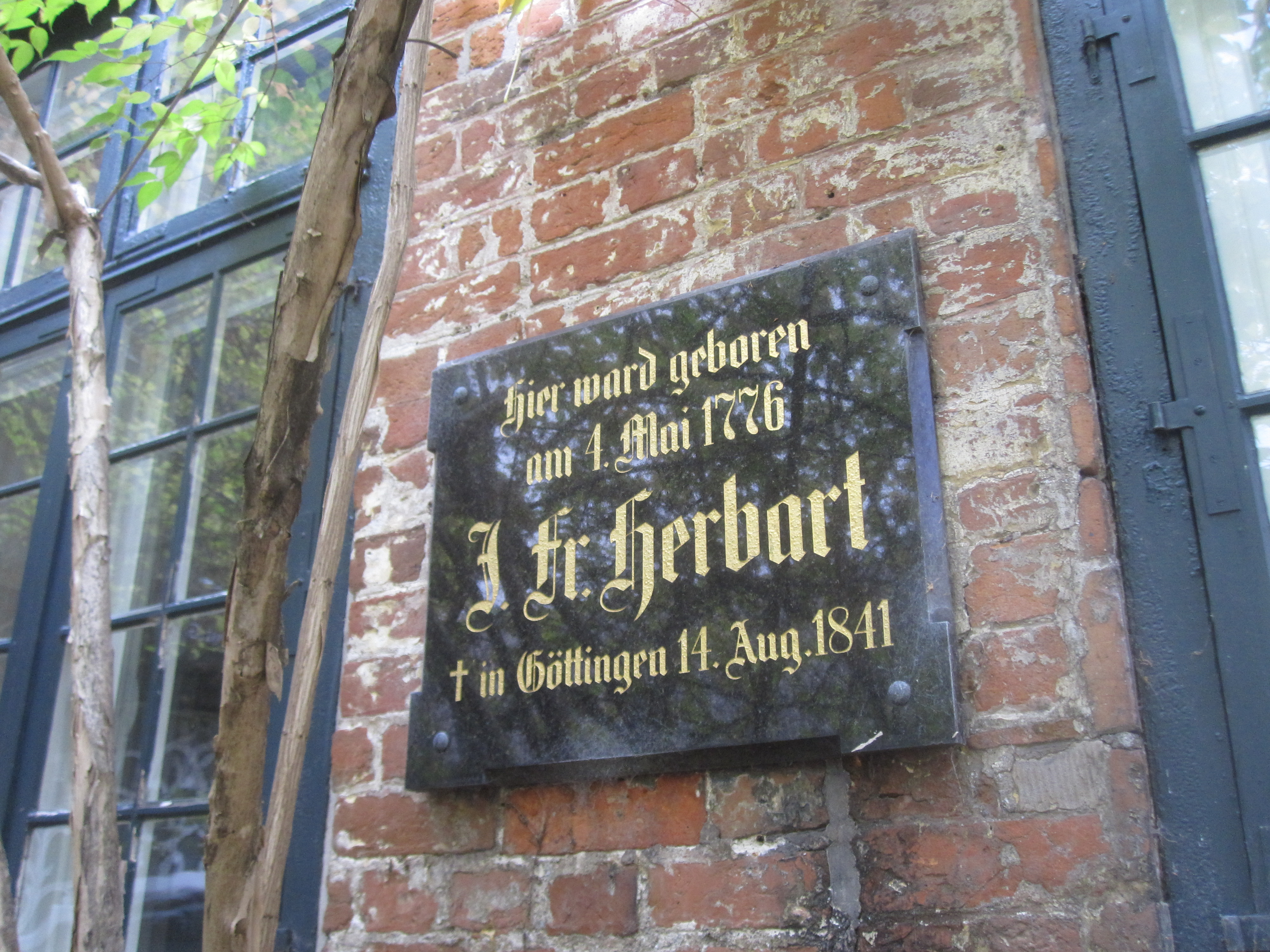
Pamětní deska na rodném domě

Johann Friedrich Herbart (4. květen 1776 Oldenburg – 14. srpen 1841 Göttingen) byl německý filozof, psycholog a pedagog. Pokusil se vybudovat systém pedagogiky jako vědy založené na filozofii. Psychologii pokládal za základ pedagogiky. Snažil se nalézt základní element psychické činnosti. Za něj pokládal představu. Všechny další psychické funkce podle něj vycházejí z představ.
Ovlivnil filozofické názory Croceho.

## Působiště
- 1802 – 1808 přednášel na univerzitě v Göttingenu
- 1808 – 1833 působil na univerzitě v Královci (na pozvání pruské vlády)
- 1833 – 1840 zpět na univerzitě v Göttingenu

## Články pedagogického procesu
Pedagogické názory Herbarta měly značný vliv a význam. Zdůrazňoval důležitost teorie pro pedagogickou praxi. Věda učí, jak využívat zkušenosti.
Výchovu dělí na tři části:
- vedení
- vyučování
- mravní výchova

### Vedení
Vedení je v podstatě prostředek druhých dvou částí. Má vytvořit předpoklady pro vyučování a mravní výchovu. Vedení se uskutečňuje i hrozbou, dozorem, zákazy, tresty, včetně tělesných, odnímáním svobody (např. přinucením stát v koutě). Jeho soustava trestů se hojně v Evropě využívala. Autorita a láska jsou jen pomocné prostředky vedení. Ovšem vychovatel se nemusí starat o to, zda dítě – slabší strana – s těmi zásahy souhlasí či nesouhlasí. Vedení má dítě neustále zaměstnávat. Celý systém vedení má dítě odvracet od porušování kázně.

### Vyučování
Rozumovému vzdělávání přisuzuje Herbart významné místo. Vyučování pokládá za nejdůležitější a základní prostředek výchovy. Uvedl natrvalo do pedagogiky pojem výchovného vyučování. „Vyučování bez mravní výchovy je pouhý prostředek bez cíle, mravní výchova bez vyučování je cílem bez prostředku.“ Jak je patrné, celý složitý výchovný proces redukoval na vyučování. Při výchově však není důležitý jen rozum, ale důležitou úlohu hrají i city, vůle, atd…
Jedním z nejdůležitějších úkolů je podle Herbarta vzbuzení mnohostranného zájmu. Zájem je nejdůležitější podmínkou vyučování. Čemu se žák učí ze zájmu, učí se rychle a osvojení je důkladné. Ze zájmu vyplývá i pozornost. Herbart dal mnoho cenných didaktických pokynů o tom, jak udržovat a rozvíjet zájem a pozornost žáků.
Velkou pozornost věnoval stupňům a postupům vyučování. Vypracoval teorii stupňů vyučování, která se stala všeobecně uznávanou.
1. stupeň – jasnost: Je to zahloubání se do učiva ve stavu klidu. Důležitá je pozornost. Z didaktického hlediska je to v podstatě výklad nového učiva, který je založen na vytváření představ.
2. stupeň – asociace: Zahloubání se do učiva ve stavu pohybu. Z didaktického hlediska se minulé učivo spojuje s představami, které žák nabyl již dříve při četbě knih, v životě apod. Z didaktického hlediska tento stupeň má podobu rozhovoru, při kterém dochází ke spojení starého učiva s novým.
3. stupeň – systém: Představuje vyvození závěrů, definic a pravidel, tj. zobecnění.
4. stupeň – metoda: To je využití nových poznatků v praxi. Z didaktického hlediska jsou to různá cvičení.
Tyto stupně byly označovány za formální, neboť to bylo univerzální schéma pro jakýkoli obsah učiva i věk žáků. Herbart řešil i otázku školského systému podle svých konzervativních sociálních názorů. Navrhoval školu elementární, měšťanskou a gymnázium. Měšťanská škola je škola reálná, gymnázium je škola klasická. Byl stoupencem klasického vzdělání. Reálná škola byla zaměřena na obchod, průmysl a jiné praktické obory.

### Mravní výchova
Herbartovo pojetí mravní výchovy se vyznačuje krajním intelektualismem. Cílem totiž je vštípit mravní pojmy. Při mravní výchově doporučuje nalézt u každého chovance kladné stránky jeho osobnosti a ty rozvíjet. K prostředkům mravní výchovy řadí: Stanovit přesná pravidla chování, podněcovat chovance pochvalou a pokáráním, ukazovat chovanci chyby a vyhledávat takové situace a okolnosti, aby chovanec pochopil smysl pravidel, ale také aby získal vlastní zkušenosti. Velkou pozornost věnoval i náboženské výchově.

## Herbartismus
Herbart rozpracoval řadu důležitých didaktických otázek platných dodnes. Herbartovy myšlenky se ale za jeho života mnoho nerozšířily. K rozšíření jeho názorů po celé Evropě i v USA došlo až po jeho smrti (herbartismus). Jeho vykladači jednostranně vyložili jeho záměry a vnesli do vyučování nepříznivé změny (nebezpečí formalismu učinili jistotou formalismu, osnovy naplňovali přemírou poznatků apod.). To vedlo k potlačování iniciativy dětí, k jednostrannému zdůrazňování klasického humanitního vzdělání. Řada autorů (Lev Nikolajevič Tolstoj, Stefan Zweig) popisuje atmosféru strnulosti a strachu panující ve škole, tuhou kázeň spojenou s příkazy, zákazy a tělesnými tresty.

## Dílo
- Všeobecná pedagogika z cíle výchovy odvozená (1806)
- Všeobecná praktická filozofie (1808)
- Aforismy o pedagogice (1834)
- Nárys pedagogických přednášek (1835)